# SEAG Waggonbau Dreis-Tiefenbach

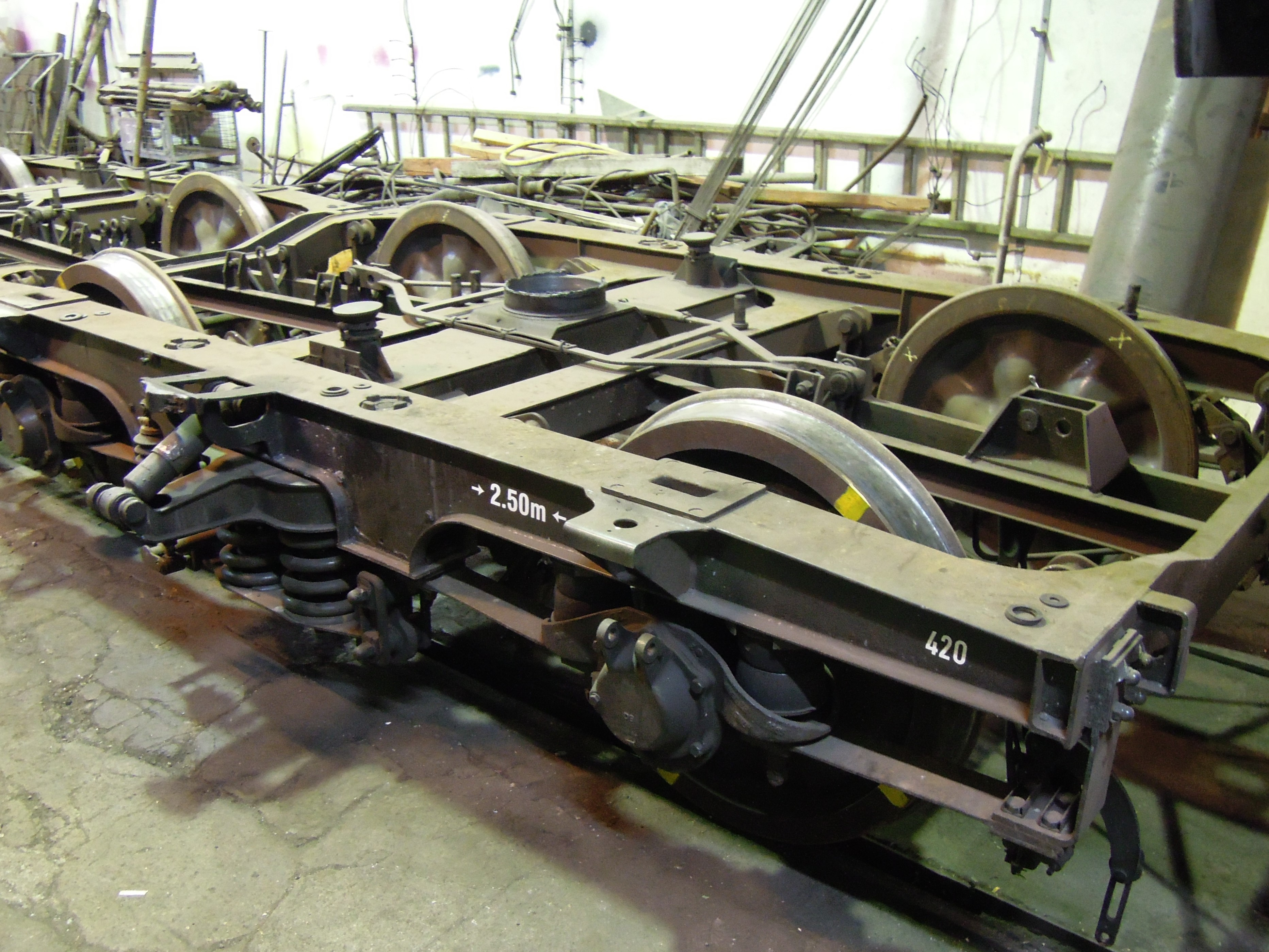
Boggi av typ Minden-Deutz

SEAG Waggonbau Dreis-Tiefenbach AG var en tysk tillverkare av rälsfordon och boggier i Siegen.
Carl Eberhard Weiss grundade firman Carl Weiss som smedja i Siegen 1873. År 1905 övertog han en vagnverkstad i Dreis-Tiefenbach i Netphen vid Siegen och byggde ut den. Järnvägsvagnsproduktionen organiserades från 1908 i Siegener Eisenbahnbedarf AG, som 1924 också började tillverka personvagnar. Företaget kom så småningom att köpas av Rheinsstahl och ingå i  Thyssen-koncernen.
SEAG Waggonbau Dreis-Tiefenbach sammanslogs 1971 med Deutsche Waggon- und Maschinenfabrik i Berlin inom Quandt-gruppen samt Rheinstahl Transporttechnik till Deutsche Waggon Union med säte i Berlin.  År 1975 köptes Westwaggons boggitillverkning i Deutz i Köln. Företaget sålde därefter bland annat Minden-Deutz-boggier för personvagnar. 
År 1990 slogs järnvägsverksamhet inom ABB och Thyssen samman till ABB Henschel, och även Deutsche Waggon Union införlivades i det nya företaget. År 1996 fusionerades ABB Henschel och andra järnvägsinriktade delar inom ABB med Daimler Benz rälsfordonsdel till ABB Daimler Benz Transportation (Adtranz). Som en följd av kartellmyndigheten Bundeskartellamts ställningstagande delades tidigare Waggon Unions verksamhet 1997, så att den nybyggda fabriken i Berlin-Wilhelmsruh i Pankow i Berlin kom att övertas av Stadler Rail och att verksamheten i Netphen vid Siegen, som slutat tillverka vagnar, fortsatte inom Adtranz. 
Adtranz köptes 2001 av Bombardier Transportation, som därefter har renodlat verksamheten i Siegen till företagets europeiska kompetenscentrum för utveckling och tillverkning av boggier.